# Paolo Albera
Paolo Albera (6. června 1852 – 29. října 1921) byl třetí (resp. druhý) rector major (generál) salesiánů.

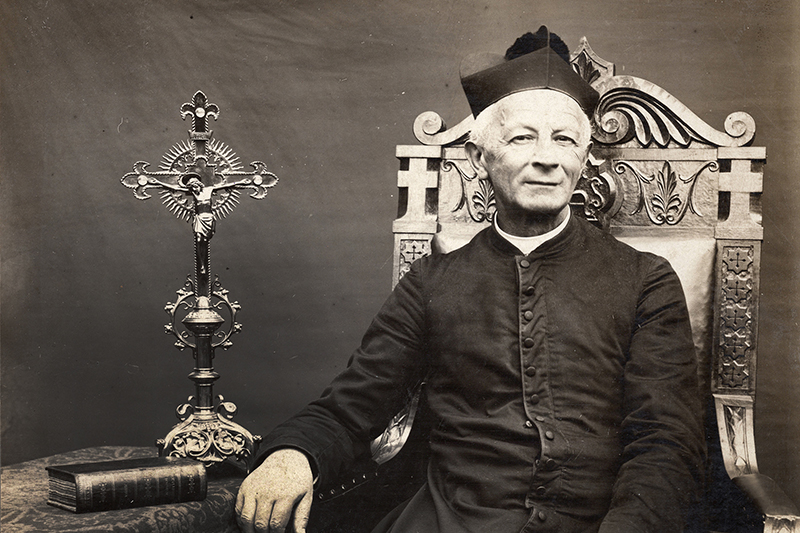
Paolo Albera - "Le Petit Don Bosco"

| 3. (2.) rector major Salesiánů Dona Bosca | 3. (2.) rector major Salesiánů Dona Bosca | 3. (2.) rector major Salesiánů Dona Bosca |
| ----------------------------------------- | ----------------------------------------- | ----------------------------------------- |
| Předchůdce: bl. Michael Rua               | 1910–1921 Paolo Albera                    | Nástupce: bl. Filippo Rinaldi             |